# 信樂團
信樂團是臺灣搖滾樂團，代表歌曲有《死了都要愛》、《天高地厚》、《海闊天空》、《假如》、《不死心還在》、《情殤》、《回不去了》等。
2007年3月，前主唱蘇見信離團，因此陷入沒有主唱的困境。2008年10月大國翼星娛樂在中國大陸舉辦信樂團主唱徵選活動，2009年12月31日正式宣佈劉飛鳴加入成為新主唱。

## 作品

### 專輯
| 專輯名稱           | 發行日期       | 發行公司 |
| ------------------ | -------------- | -------- |
| 信樂團同名專輯     | 2002年5月17日  | 艾迴唱片 |
| 天高地厚           | 2003年4月11日  | 艾迴唱片 |
| 海闊天空           | 2004年2月27日  | 艾迴唱片 |
| 挑信（新歌＋精選） | 2004年12月3日  | 艾迴唱片 |
| 就是唯一           | 2011年12月30日 | 擎天娛樂 |

### 演唱會影音作品
- 《One Night@火星》（演唱會實況2CD）－2006/04/14
- 《One Night@火星》（演唱會實況DVD）－2006/05/17

### 單曲
- 《不死心還在》－2008
- 《永不放棄》－2009
- 《青春萬歲》─2013
- 《任我闖》─2013
- 《織女星》─2014
- 《英雄》─2014
- 《活著》─2014
- 《真英雄》─2015
- 《一無所有》─2015
- 《不問》─2019
- 《江湖决》─2019
- 《狂妄之徒》─2021
- 《如歌的歲月》─2023

## 樂團成員
| 本名   | 暱稱    | 英文名  | 擔任   | 國籍                   | 備註 |
| 成員   |         |         |        |                        |      |
| 黃邁可 | Michael | Michael | 鼓手   | 中華民國               |      |
| 傅超華 | Tomi    | Tomi    | 鍵盤手 | 中华人民共和国（香港） |      |
| 劉飛鳴 | 飛鳴    | Jason   | 主唱   | 中华人民共和国         |      |
| 吳力勻 | 力Q     | Lee Q   | 吉他手 | 中華民國               |      |
| 劉曉華 | 曉華    | Max     | 貝斯手 | 中华人民共和国（香港） |      |
| 離團   |         |         |        |                        |      |
| 孫志群 | Chris   | Chris   | 吉他手 | 中華民國               |      |
| 蘇見信 | 信      | Shin    | 主唱   | 中華民國               |      |

## 戏剧作品
- 《死了都要愛》主演
- 《海豚湾恋人》客串
- 《西街少年》Chris、Tomi和信 客串

## 廣告代言
- 現代汽車 Getz
- 保力達 冰火伏特加
- Hang Ten 代言人

## 獎項紀錄
| 年份   | 典禮名稱     | 獎項       | 作品名稱           | 結果 |
| ------ | ------------ | ---------- | ------------------ | ---- |
| 2003年 | 第14屆金曲獎 | 最佳樂團獎 | 《信樂團同名專輯》 | 提名 |
| 2004年 | 第15屆金曲獎 | 最佳樂團獎 | 《天高地厚》       | 提名 |

## 外部連結
- 信樂團官方facebook （页面存档备份，存于）

- 嘉田傳媒官方網站  （页面存档备份，存于）

1. ↑  大國翼星官方網站－信樂團主唱徵選啟動 借助網路平臺開始新征程（中文）[永久]